# Acció d'Ademús
L'acció d'Ademús van ser un dels combats de la primera guerra carlina.

## Antecedents
En el front d'Aragó i el Maestrat, l'execució del líder carlí Manuel Carnicer va ocasionar l'assumpció del comandament d'aquest front per Ramon Cabrera. A la primavera de 1836, aquest ja comandava 6.000 homes i 250 cavalls que operaven a l'entorn de Cantavella, que va fortificar i es va convertir en el centre d'operacions, amb una presó, fàbrica d'artilleria i dos hospitals.
Cabrera es va afegir a l'Expedició Gómez per intentar prendre Madrid, deixant afeblit el Maestrat, i un cop superat el període de paralització de l'exèrcit causat pel Motí de la Granja de San Ildefonso, es va nomenar Evaristo San Miguel com a comandant de l'exèrcit del Centre.
Cantavella, en absència de Cabrera, estava defensada en aquell moment pel governador militar carlista Magí Miquel, que contava només amb un batalló, una patrulla i la Companyia d'Artillería. i tot i els esforços de José María Arévalo, Evaristo San Miguel, Cantavella fou presa el 31 d'octubre de 1836. Els 200 defensors, en clara inferioritat numèrica, quan va començar el foc d'artilleria es van refugiar en el fort exterior, i d'allà van intentar fugir pels barrancs per reunir-se amb la força de socors, però foren abatuts per les tropes liberals, i els presoners van obrir les portes de la ciutat als seus alliberadors.
Privats els carlins del Maestrat de la seva capital i fàbrica d'artilleria, Arévalo s'enfrontà a nombroses desercions fins que el 9 de gener de 1837 Ramon Cabrera, encara recuperant-se de les ferides, es presentà a Rubielos de Mora, recomposà les tropes i la moral, i llençà un atac sobre les hortes de Castelló, derrotant el 21 de gener a Emilio Borso di Carminati en la batalla de Torreblanca, en la que Cabrera fou ferit de nou, el 17 de febrer en la batalla de Bunyol i el 29 de març en la batalla de Burjassot, i arribant en una incursió fins a Oriola. El cúmul de derrotes cristines va causar la substitució de Evaristo San Miguel per Marcelino de Oraá Lecumberri com a comandant de l'exèrcit del Centre.
Mentre Marcelino de Oraá recomposava les tropes liberals, Josep Miralles Marín el Serrador atacava Benicarló amb 1000 homes i una peça d'artilleria, i simultàniament Ramon Cabrera i Lluís Llangostera i Casadevall posaren setge a Sant Mateu el 24 d'abril) i Cantavella fou recuperada per Juan Cabañero y Esponera, Cabrera feu desmuntar l'artilleria per usar-la en el setge de Sant Mateu, obrint una bretxa i entrant a l'assalt, sent pres l'1 de maig i Oraá només pogué evitar la presa de Benicarló.

## L'Acció d'Ademús
El Serrador va atacar el mes de maig Ademús per abastir-se de calçat, queviures i diners, però es va trobar amb les tropes liberals, i faltat de munició suficient, es va retirar, provocant un incendi.

## Conseqüències
Després del saqueig, Ademús va tenir dos ajuntaments, un carlí i un liberal.
Gandesa fou atacada de nou infructuosament el mes de juliol, i un cop capturada Morella pels carlins en gener de 1838, en estar completament emmurallada es va convertir en la capital carlina i s'hi van traslladar les instal·lacions de Cantavella.